# Тимченко Петро Антонович
Петро Антонович Тимченко (1896, місто Суми Харківської губернії, тепер Сумської області — ?) — український радянський партійний діяч, голова Львівського облвиконкому.

## Біографія
Народився у багатодітній родині Антона Симоновича Тимченка. Був найменшим сином. У чотири роки померла його мати, а у сім — батько. Виховувався у родині старшого брата. Закінчив три класи Сумської церковно-приходської школи.
Три роки працював підручним у чоботарській майстерні, навчався у маляра.
У 1915—1917 роках — служив у російській імператорській армії, учасник Першої світової війни.
У 1918 році — у Червоній гвардії міста Сум. Важко хворів. Після одужання працював у кооперативній чоботарській майстерні у Сумах. Перебував на профспілковій (профспілка шкіряників) та господарській роботі.
Член ВКП(б) з 1923 року.
З 1926 року — секретар Тростянецького районного комітету КП(б)У Сумського округу; секретар Штепівського районного комітету КП(б)У Сумського округу. У 1931—1932 роках — на партійній роботі по керівництву будівництвом радгоспів і машинно-тракторних станцій у Черкаському районі Київської області. Потім — секретар Іванківського районного комітету КП(б)У Київської області; секретар Тетіївського районного комітету КП(б)У Київської області.
З 1938 року — уповноважений Народного комісаріату заготівель СРСР по Київській області.
У 1940 році — заступник голови виконавчого комітету Київської обласної ради депутатів трудящих.
У листопаді 1940 — січні 1941 року — виконувач обов'язків голови виконавчого комітету Львівської обласної ради депутатів трудящих.
У січні — червні 1941 року — голова виконавчого комітету Львівської обласної ради депутатів трудящих.

## Нагороди
- орден Знак Пошани (7.02.1939)